# Big Brother 2002
Efter 1 års uppehåll bestämde sig Kanal 5 för att satsa på ännu en säsong av succéprogrammet Big Brother. Huset flyttades till Frihamnen, utanför Magasin 5 där produktionsbolaget Meter Film & Television har sitt kontor. Från och med denna säsong sändes programmet under våren med början i februari och final i mitten eller slutet av maj. Adam Alsing var programledare och tiden inne i huset var 108 dagar.

## Deltagare
10 personer gick in i huset dag 1. 
Antal deltagare: 15
Varav Jokrar: 5
| Nr  | Deltagare           | Åder1 | Stad2     | In i huset (dag) | Ut ur huset (dag) | Resultat | Anmärkning | Sysselsättning3            |
| --- | ------------------- | ----- | --------- | ---------------- | ----------------- | -------- | ---------- | -------------------------- |
| 1.  | Ulrica Andersson    | 27    | Karlstad  | Dag 1            |                   | Vinnare! |            | Personlig Assistent        |
| 2.  | Alexander Nilsson   | 26    | Karlstad  | Dag 1            |                   | Tvåa     |            | Student                    |
| 3.  | Jacob Heidrich      | 22    | Stockholm | Dag 1            |                   | Trea     |            | Kommunikationskonsult & DJ |
| 4.  |                     |       |           |                  |                   |          |            |                            |
| 5.  |                     |       |           |                  |                   |          |            |                            |
| 6.  |                     |       |           |                  |                   |          |            |                            |
| 7.  |                     |       |           |                  |                   |          |            |                            |
| 8.  |                     |       |           |                  |                   |          |            |                            |
| 9.  |                     |       |           |                  |                   |          |            |                            |
| 10. |                     |       |           |                  |                   |          |            |                            |
| 11. |                     |       |           |                  |                   |          |            |                            |
| 12. |                     |       |           |                  |                   |          |            |                            |
| 13. |                     |       |           |                  |                   |          |            |                            |
| 14. | Karl-Johan Bergsten | 20    | Stockholm | Dag 1            | Dag               | Plats 14 |            | Bartender                  |
| 15. | Annette Juslin      | 35    | Strömstad | Dag 3            | Dag 6             | Plats 15 | Joker      | Servitris                  |
|     | Barbro (minigris)   |       |           |                  |                   |          |            |                            |

1 Med "ålder" avser hur gammal personen var då denne klev in i huset.
2 Med "stad" avser var personen bodde innan denne klev in i huset.
3 Med "sysselsättning" avser vad personen hade för sysselsättning när denne klev in i huset.   
- Andriana Olsson
- Benjamin Sorani
- Elin Nilsson
- Emma-Maria Carlsson
- Dominique Pons
- Kitty Jutbring
- Peter Svensson, numera Peter Rung (joker)
- Amelie Eisen (joker)
- Lisa Broberg (joker)
- Marie Picasso Pettersson (joker)